# Bobovište (Bar)
Pour les articles homonymes, voir Bobovište.
Bobovište (en serbe cyrillique : Бобовиште; en albanais: Boboshti) est un village du sud du Monténégro, dans la municipalité de Bar.

## Démographie

### Évolution historique de la population
| 1948 | 1953 | 1961 | 1971 | 1981 | 1991 | 2003 |
| ---- | ---- | ---- | ---- | ---- | ---- | ---- |
| 318  | 354  | 412  | 470  | 490  | 334  | 230  |